# Colupulone
La colupulone est un acide bêta-amer dans lequel le groupe acyle est spécifié comme isobutanoyl. La colupulone est naturellement présent dans les cônes du houblon (Humulus lupulus), une plante grimpante utilisée pour aromatiser et stabiliser la bière. Sa concentration varie selon les variétés de houblon, allant de 2 à 14% du poids sec des cônes. Elle se forme lors de la maturation des cônes du houblon, à partir de l'acide lupulinique, un précurseur biosynthétique. La colupulone peut être extrait du houblon par différentes techniques, dont l'extraction par solvant et l'extraction supercritique.  C’est un composé relativement stable qui peut se conserver pendant plusieurs mois sans se dégrader.

## Molécule

### Isomères
La colupulone ne possède pas d’isomères car les acides bêta (adlupulone, prélupulone et postlupulone) sont incapables de s’isomériser pendant l’ébullition. Ces produits d'oxydation des beta-acides ont un effet sur le goût et l'arôme, bien moins prononcé que les alpha-acides, et sont généralement perçus comme ayant un impact négatif sur la saveur.

### Rôle dans la Bière
La colupulone est l'un des principaux contributeurs à l'amertume de la bière. Il confère également des notes épicées, résineuses et citronnées à l'arôme de la bière. La colupulone possède également des propriétés antibactériennes et antioxydantes qui peuvent contribuer à la conservation de la bière.
Les lupulones (acides β), quant à elles, sont quasiment insolubles au pH du moût et leur contribution à l’amertume finale, même si elle n’est pas nulle, reste relativement faible. L’amertume procurée par ces acides β est moins fine que celle obtenue à partir des acides α.

### Structure moléculaire
La colupulone possède une chaîne carbonée principale composée de 25 atomes de carbone, elle possède des liaisons doubles conjuguées et un système d'électrons délocalisés. Les liaisons chimiques que possède cette molécule sont :
- Liaisons covalentes simples et doubles : Elles relient les atomes de carbone entre eux et aux autres atomes présents dans la molécule.
- Liaisons ioniques : Elles relient les atomes d'oxygène et d'hydrogène dans le groupe hydroxyle (-OH).

### Groupes fonctionnels
La colupulone possède plusieurs groupes fonctionnels importants, notamment :
- Groupe hydroxyle (-OH) : Ce groupe est présent sur le cycle cyclohexène et confère à la colupulone sa solubilité dans l'eau.
- Groupe carbonyle (C=O) : Ce groupe est présent dans le cycle cyclopentanone et confère à la colupulone sa réactivité chimique.
- Groupe isobutyryle (CH(CH3)2CO-) : Ce groupe est présent sur le cycle cyclopentanone et confère à la colupulone son amertume caractéristique.

## Conséquences sur l'environnement
La colupulone est une substance naturelle et biodégradable. Il est peu probable qu'il présente un risque pour l'environnement. La colupulone est généralement considérée comme sûr pour la consommation humaine.

## Extraction de la Colupulone

### Méthode de synthèse[8]
À partir d'extrait d'houblon, on peut obtenir des acides β bruts grâce à une extraction acide-base. Ces acides β bruts sont ensuite recristallisés.
Enfin, en utilisant une solution aqueuse de méthanol à 90% comme solvant et en contrôlant la température de cristallisation, ainsi que différents paramètres (la température de refroidissement, la lumière, milieu sans l’oxygène...) on peut obtenir différentes teneurs en β-acides de colupulone, qui sont de 30% de colupulone, 50 % de colupulone, 70 % de colupulone, 90 % de colupulone et 100 % de colupulone.

### Techniques de purification et de caractérisation

#### Purification
La colupulone a été purifiée à partir d'acides β bruts par recristallisation avec 90% de méthanol. Le point de fusion de la colupulone purifiée est de 94±1 °C, ce qui est conforme à la valeur de la littérature.

#### Caractérisation[10]
Dans le spectre infrarouge illustré dans l'article [8], les composés présentent des bandes d'absorption produites par les vibrations d'étirement du squelette C-C et C-O dans la gamme 1450–1650 cm −1, qui sont renforcées à 1 588 cm −1 en raison de la conjugaison et affaiblies à 1 520 cm −1. Les trois pics modérés à forts à 2857–2965 cm −1  représentent les vibrations d'étirement symétrique ou asymétrique de la liaison C–H dans la molécule de méthyle, et 1 371 cm −1 et 1 450 cm −1 sont des vibrations d'étirement C–C. Le pic d'absorption à 1 147 cm −1 correspond à la vibration asymétrique de la liaison C –O –C. Les bandes trouvées à 3 228 cm −1 et 1 347 cm −1 correspondent à la vibration mixte de O –H.
La spectroscopie par résonance magnétique nucléaire (RMN) montre clairement l'existence de tautomères d'énol à travers différents signaux de protons, et les protons forment un pont hydrogène dans la molécule. Le spectre 1 HNMR de la colupulone est représenté ci-dessous. Les décalages chimiques des protons d'hydrogène dans la colupulone sont les suivants : 1 HNMR (400 MHz, DMSO) 19,09 (s, 1H), 18,00 (s, 0,2H), 4,94 (t, 1H), 4,67 (dd, J = 5,1, 3,8 Hz, 2H), 3,97 – 3,90 (m, 1H), 3,02 (dJ = 6,9 Hz, 2H), 2,51 – 2,48 (m, 4H), 1,66 (s, 3H), 1,62 (s, 3H), 1,50 (d, J = 2,8 Hz, 12H),  1,02 (d, J = 6,8 Hz, 6H).
La structure de la molécule peut aussi être caractérisée en détail par diffractomètre à rayons X.
Conclusion de l’extraction
Dans cette étude, un monocristal de colupulone a été cultivé avec succès à partir d'extrait de houblon. L'activité antioxydante et l'activité antibactérienne de cinq échantillons d'acides β avec différentes teneurs en colupulone (30 %, 50 %, 70 %, 90 % et 100 %) ont été évaluées. Les résultats ont montré que tous les échantillons testés ont une bonne activité antioxydante et antibactérienne de manière dose-dépendante.

## Réduction[11]de la Colupulone
Il existe deux manières de réduire la colupulone. La réduction de la colupulone se fait par du zinc dans de l'acide acétique, avec ou sans acide chlorhydrique.
À la suite de sa réduction, on peut identifier cinq différents produits. La réduction réduit soit :
- Les doubles liaisons des chaines latérales pour obtenir l’hexahydrocolupulone
- Les deux chaines latérales et la troisième est éliminée par hydrogénation (par catalyse acide), on obtient alors tetrahydro-4-deoxycohumulone

L'usage de la poudre de zinc et de l’acide acétique permet généralement de réduire les doubles liaisons conjuguées dans les fonctions carbonyles.
Le temps de réduction est plus long quand on omet l’acide chlorhydrique, mais dans les deux cas on obtient des produits similaires. Les produits peuvent être purifier par chromatographie sur colonne.

## Applications

### Rôle dans l'industrie brassicole
Il est clair, d'après la Loi de Pureté Bavaroise de 1516, qu'un changement significatif dans le goût de la bière s'est produit vers le milieu du deuxième millénaire. Cette loi déclarait que seuls trois ingrédients étaient autorisés pour brasser de la bière : l'orge, l'eau et le houblon. La Humulus Lupulus est une plante de houblon femelle contenant des composés organiques appelés acides alpha et bêta dans ses cônes. Ces acides participent dans la saveur de la bière, arômes et amertume. Les principaux acides α obtenus directement à partir des cônes de houblon et donnant un goût légèrement amer sont l’humulone, cohumulone et adhumulone. Lors du brassage, les acides α subissent une isomérisation thermique pour produire des cis/trans iso- α-acides qui sont intensément amers. Les bêta-acides, lupulone, colupulone et adlupulone, subissent une oxydation pendant l’ébullition, plutôt qu’une isomérisation. Ces produits d’oxydation des bêta-acide influencent le goût et l’arôme, mais dans une moindre mesure que les α -acides, et sont souvent considérés comme ayant un impact défavorable sur la saveur. Au cours du temps, le goût de la bière change de goût par la réaction d’auto-oxydation.

### Potentielles applications médicinales
Depuis le premier siècle avant J.C, le houblon est reconnu pour ses effets antibactériens et antioxydants dans les applications médicinales. Les bêta-acides vont partiellement protéger les autres composés de s’oxyder avec la molécule d’oxygène. La structure moléculaire de la colupulone assure un rôle antimicrobien. Le carbone 6 de la molécule de colupulone est composé d’une troisième chaîne isoprénylée ayant une caractéristique hydrophobe. Par conséquent, les bêta-acides présentent une solubilité bien moindre dans l’eau que les α-acides (seulement 8,5 mg/L à 100 °C et pH de 5,6).
Les substances naturelles présentes dans le houblon ont été étudiées et ont montré des effets bénéfiques sur la santé humaine. Parmi ces substances, les flavonoïdes prénylés sont particulièrement importants. Ce sont des composés actifs qui peuvent avoir des effets positifs sur notre santé. Les flavonoïdes prénylés sont des composés qui présentent des groupes prényl attachés à la structure de base d'un flavonoïde. Grâce à cette prénylation, la capacité des flavonoïdes à se dissoudre dans les graisses augmente, ce qui renforce leur interaction avec les protéines cibles. Ces flavonoïdes actifs ont diverses actions bénéfiques, comme des effets œstrogéniques, immunomodulateurs et anticancéreux. Ainsi, le houblon et ses cônes sont largement reconnus en médecine traditionnelle pour leurs propriétés thérapeutiques. Les acides amers du houblon, comme les composés de phloroglucinol, possèdent des propriétés anticancéreuses. Ils peuvent être classés principalement en deux catégories selon leur composition chimique : les α-acides (humulone, cohumulone, adhumulone, etc.) et les β-acides (lupulone, colupulone, adlupulone, etc.). Le niveau d'acides amers dans le houblon est directement lié à sa résistance à certaines maladies, telles que le virus de la flétrissure, le mildiou, le flétrissement verticillien et le virus de la mosaïque du houblon.